# Klekkende Høj
Pour les articles homonymes, voir Høj.
Klekkende Høj est une tombe mégalithique se trouvant sur l'île de Møn au Danemark.
La tombe date approximativement de 2 500 ans av. J.-C. et se trouve être l'une des sépultures les mieux conservées parmi la centaine de tombes présentes sur l'île. Elle se trouve à une courte distance de la route reliant Tostenæs à Røddinge. La tombe comprend un couloir d'accès à une chambre funéraire dont l'orientation est nord-sud, cette dernière se situant au centre du monticule. Klekkende Høj a ceci d'inhabituel que ce couloir d'accès est en fait double, les deux passages étant quasi parallèles l'un à l'autre, face à l'est. La chambre centrale est divisée en son milieu par deux larges pierres, chaque passage accédant à une moitié de la chambre. Ces couloirs font approximativement 7 mètres de long et sont suffisamment larges pour qu'un homme accroupi les emprunte. Les deux moitiés de la chambre funéraire font chacune 4,5 mètres de longueur et de largeur, mais sont trop basses pour qu'un homme puisse s'y tenir debout. La chambre et les passages sont constitués de parois en pierre sur lesquelles de larges pierres reposent, le tout étant recouvert de terre.
La tombe a été fouillée en 1797 par Antoine de Bosc de la Calmette, alors gouverneur de l'île. Quinze hommes travaillèrent pendant toute une semaine afin de creuser le monticule et de retirer certaines des pierres formant le toit de la chambre pour pouvoir accéder au contenu de cette dernière. À l'intérieur se trouvaient beaucoup de restes humains, de silex, poteries et bijoux faits d'ambre. Le tout a été envoyé au muséum national à Copenhague. Enfin, la tombe a été refermée.
Depuis, la sépulture a été dégagée de nouveau et l'accès est désormais ouvert au public par les couloirs d'origine. La chambre côté sud a été restaurée en 1987 afin d'en garantir la sécurité. Au même moment, la chambre côté nord semblait être solide mais il a été découvert plus tard que certaines des pierres formant le toit de la chambre menaçaient de glisser de leurs supports. Le tout a été restauré en 2002 et une installation électrique a même été installée au bénéfice des visiteurs.

## Galerie

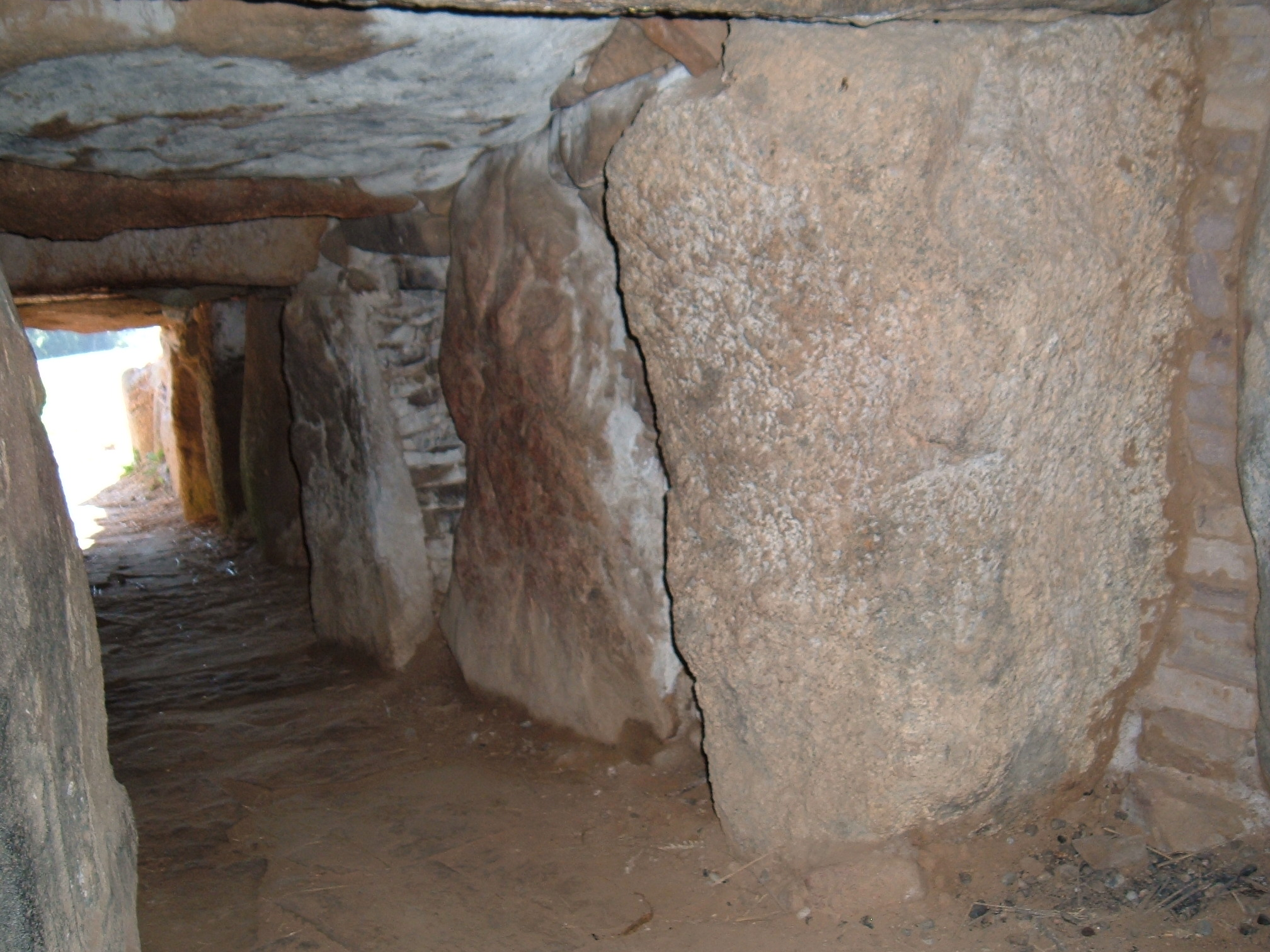
Vue du passage amenant au côté sud de la chambre
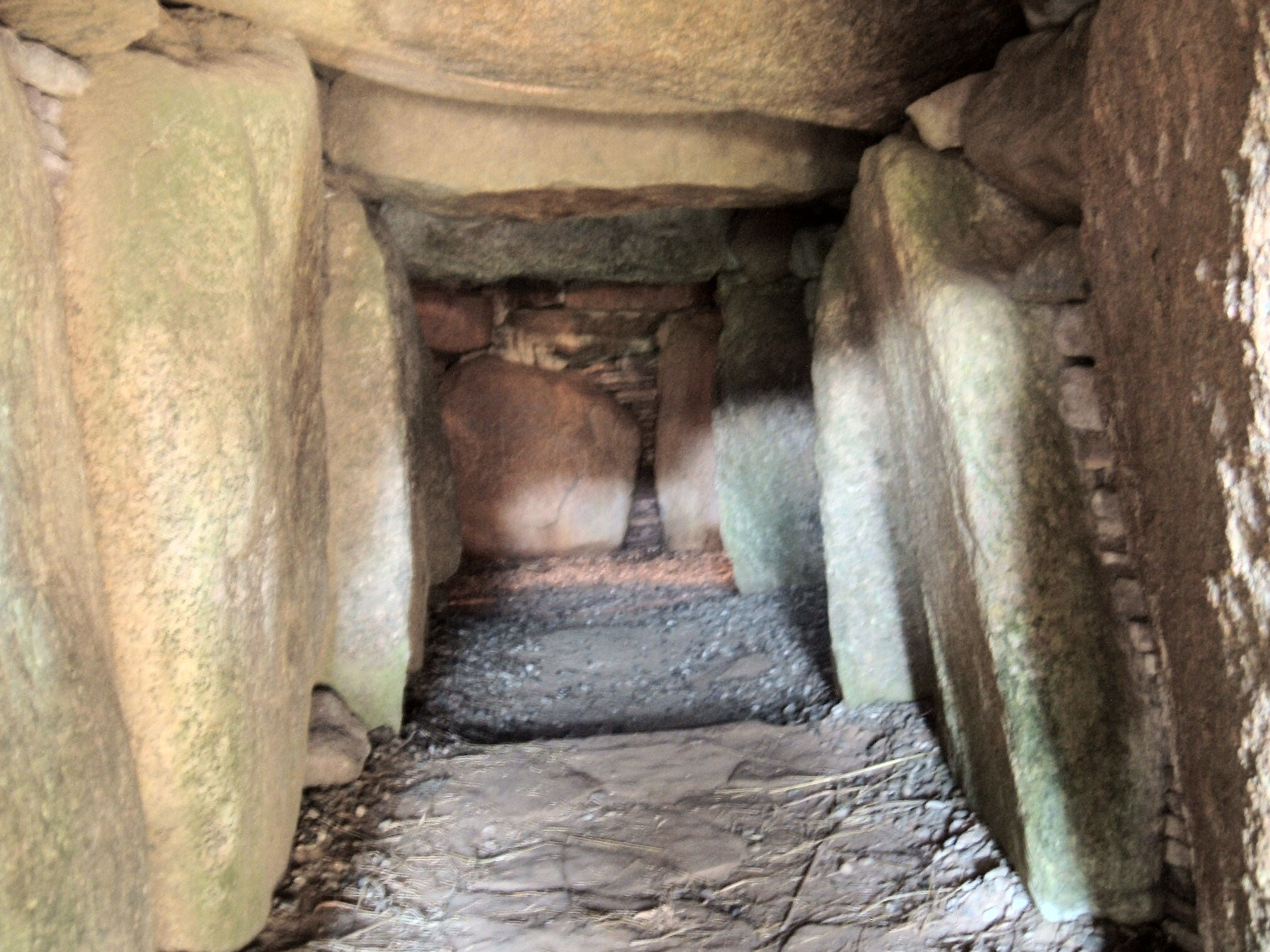
Vue du côté sud de la chambre depuis l'entrée du passage